# Matt O'Connor
Pour les articles homonymes, voir O'Connor.
Pas d'image ? Cliquez ici

a Compétitions nationales et continentales officielles uniquement.

b Matchs officiels uniquement.
Dernière mise à jour le 21 mars 2017.
Matthew Gerard O'Connor dit Matt O'Connor, né le 29 janvier 1971 à Canberra, est un joueur international australien de rugby à XV évoluant au poste de centre. Après sa carrière de joueur, il se reconvertit entraîneur. Il entraîne le Leinster de 2013 à 2015 puis les Leicester Tigers de 2017 à 2018.

## Biographie
Matt O'Connor connaît une unique sélection avec l'équipe d'Australie contre l'équipe d'Irlande le 5 juin 1994. En 1996, il change de code pour le rugby à XIII et signe avec la franchise australienne des Hunter Mariners. Il ne joue finalement que quelques matchs de présaison, Hunter Mariners ne disputant pas de compétition officielle cette saison, la Super League, organisation australienne de rugby à XIII ne débutant finalement que l'année suivante. Il joue ensuite  avec le Paris Saint-Germain en 1997. Puis, il passe trois ans au Japon pour jouer puis entraîner le club des Kubota Spears.
Après avoir pris sa retraite de joueur, il retourne à Canberra pour entraîner les Brumbies jusqu'en 2007. Il rejoint alors les Leicester Tigers en 2008 comme entraîneur des arrières sous la direction de Heyneke Meyer, remplaçant un autre ancien centre australien Pat Howard comme entraîneur des arrières. En juillet 2010, il devient entraîneur du club sous les ordres de Richard Cockerill.
En 2013, il devient le nouvel entraîneur en chef du Leinster, prenant alors la succession de Joe Schmidt. En 2015, il quitte le Leinster, le club et Matt O'Connor annonce qu'ils se séparent d'un commun accord.
En 2016, il devient entraîneur de l'attaque des Queensland Reds. Après seulement deux journées, l'entraîneur Richard Graham est écarté, O'Connor devient alors co-entraîneur des Reds au côté de Nick Stiles. Il quitte le club après cette saison en juillet 2016.
Le 21 mars 2017, il est de nouveau nommé entraîneur des Leicester Tigers pour succéder à Aaron Mauger, qui occupait le poste par intérim depuis le départ du directeur du rugby Richard Cockerill en janvier. Il prend le poste dès la semaine suivante. Il les qualifie pour les demi-finales de la Premiership. Mais lors de la saison suivante, le Leicester ne se qualifie pas pour les phases finales, une première depuis quatorze ans. Après seulement une journée de championnat en 2018-2019, il est licencié par le club. Son adjoint Geordan Murphy, responsable des arrières, lui succède.

### Bilan en tant qu'entraîneur
| Saison      | Club             | Division    | Poste              | Classement            | Coupe d'Europe             | Challenge européen |
| ----------- | ---------------- | ----------- | ------------------ | --------------------- | -------------------------- | ------------------ |
| 2008 - 2009 | Leicester Tigers | Premiership | Arrières           | Champion d'Angleterre | Défaite en finale          | -                  |
| 2009 - 2010 | Leicester Tigers | Premiership | Arrières           | Champion d'Angleterre | Éliminé en poule           | -                  |
| 2010 - 2011 | Leicester Tigers | Premiership | Entraîneur en chef | Défaite en finale     | Éliminé en quart-de-finale | -                  |
| 2011 - 2012 | Leicester Tigers | Premiership | Entraîneur en chef | Défaite en finale     | Éliminé en poule           | -                  |
| 2012 - 2013 | Leicester Tigers | Premiership | Entraîneur en chef | Champion d'Angleterre | Éliminé en quart-de-finale | -                  |
| 2013 - 2014 | Leinster         | Pro12       | Entraîneur en chef | Champion du Pro12     | Éliminé en quart-de-finale | -                  |
| 2014 - 2015 | Leinster         | Pro12       | Entraîneur en chef | 5e                    | Éliminé en demi-finale     | -                  |
| 2016        | Queensland Reds  | Super Rugby | Co-entraîneur      | 15e                   | -                          | -                  |
| 2017 - 2018 | Leicester Tigers | Premiership | Entraîneur en chef | 5e                    | Éliminé en poule           | -                  |